# Lypha fumipennis
Lypha fumipennis är en tvåvingeart som beskrevs av Brooks 1945. Lypha fumipennis ingår i släktet Lypha och familjen parasitflugor. Inga underarter finns listade i Catalogue of Life.